# 柏林时装周

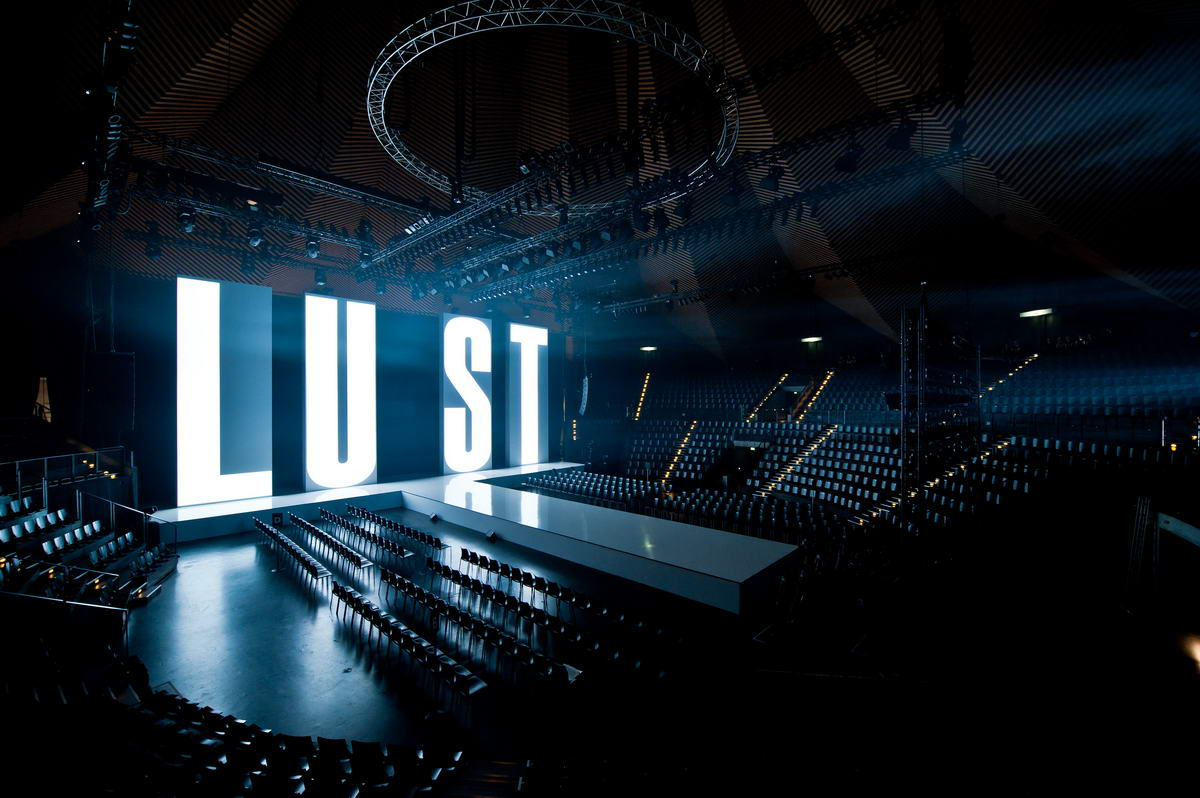
StyleNiteT台，2012年1月

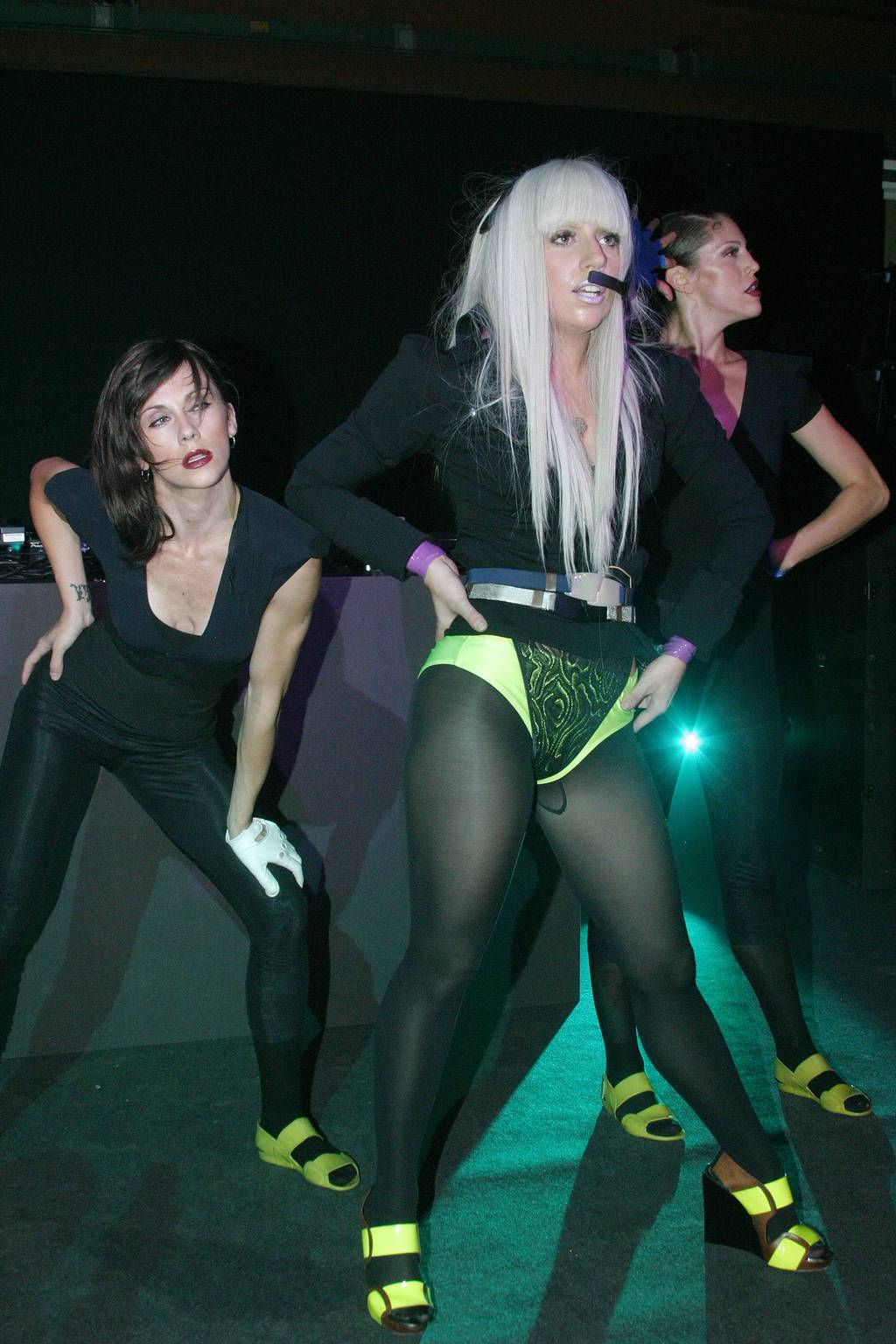
Lady Gaga MICHALSKY StyleNite 2008

柏林时装周（英語：Berlin Fashion Week）是一个每半年在德国柏林举办一次的时装周，分别在1月和7月。自2007年7月成立以来，它因在柏林蓬勃发展的年轻创意设计师而获得了关注。梅赛德斯-奔驰是该时装周的主要赞助商。

## 秀场
自2011年7月起，该活动部分在勃兰登堡门前举行。另一个特色是柏林地鐵时装秀，在5号线的一列列车上举行。

## 青年时尚
自2012年春夏季以来，梅赛德斯-奔驰时装周与Elle合作，在一场独家秀中展示年轻的国际人才。时尚企业家可以参加"开启你的时尚事业"比赛。另一个针对年轻设计师的重要活动是每年夏季举行的"明日设计师奖"。包括著名设计师马克·雅可布在内的评委会选出一位获胜者，他将能够在下一个冬季展示自己的作品。

## 时尚展览
不同的贸易展览是柏林时装周不可或缺的一部分，如BREAD & BUTTER、Premium Fair、Bright Tradeshow、(capsule)、Show&Order、PanoramaBerlin和The Gallery Berlin。在梅赛德斯-奔驰展厅、Showfloor Berlin、Lavera Showfloor、GREENshowroom和Ethical Fashion Show等地，公众可以广泛参观展厅。

## 潮流之夜 (StyleNite)
柏林设计师迈克尔·米夏尔斯基在柏林时装秀上举办的StyleNite以其将不同艺术学科与最先进时尚相结合的不同寻常的表演而闻名全球。Lady Gaga、傷痛樂團、Alphaville和Icona Pop等音乐人都曾在StyleNites上表演。在选择模特方面，Michalsky也选择了非主流的方式，他还任命了残疾模特如Mario Galla(带着假肢)或60岁以上的模特如Eveline Hall。著名女模特Toni Garrn是每场演出的一部分。